# Jariw Lewin
Jariw Lewin (hebr.: יריב לוין, ang.: Yariv Levin, ur. 22 czerwca 1969 w Jerozolimie) – izraelski polityk, w latach 2020–2021 i w 2022 przewodniczący Knesetu, w latach 2015–2020 minister turystyki, w 2015 minister bezpieczeństwa wewnętrznego, w latach 2018–2019 p.o. ministra absorpcji imigrantów, w latach 2022–2023 minister sprawiedliwości, od 2022 wicepremier, od 2009 poseł do Knesetu z listy Likudu.
W wyborach parlamentarnych w 2009 po raz pierwszy dostał się do izraelskiego parlamentu. Zasiadał w Knesetach XVIII, XIX, XX i XXI kadencji.